# Dmitri Zavalichine
Dmitri Irinarkhovitch Zavalichine (en russe : Дмитрий Иринархович Завалишин), né le 13 juin 1804 à Astrakhan et mort le 5 février 1892 à Moscou, est un officier de marine et écrivain russe, un des décembristes,.

## Biographie

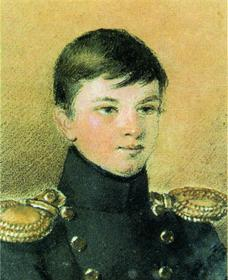
Dmitri Zavalichine par Mikhaïl Terebeniov, vers 1825.

Fils d'un général de division, écrivain et poète Irinarkh Ivanovitch Zavalichine (ru), il est diplômé du corps des cadets de la marine à Saint-Pétersbourg en 1816–1819. Il participe de 1822 à 1824 au voyage autour du monde de Mikhaïl Lazarev. Il sert ensuite à la Compagnie russe d'Amérique et, de 1824 à 1826, il demeure dans la maison d'Alexandre Ostermann-Tolstoï à Saint-Pétersbourg.
Zavalichine se lie d'amitié avec le décembriste Kondrati Ryleïev dont il partage les idées mais ne rejoint pas l'organisation. En novembre 1825, il passe ses vacances dans les gouvernements de Kazan et Simbirsk et n'est ainsi pas à Saint-Pétersbourg lors du soulèvement décembriste de décembre. Il est pourtant arrêté en janvier 1826, relâché après interrogatoire et de nouveau arrêté en mars 1826. Il décrit dans ses mémoires son emprisonnement dans le bâtiment de l'état-major général en compagnie d'Alexandre Griboïedov. Il est accusé d'avoir comploté pour tuer le tsar Nicolas Ier et est condamnée aux travaux forcés à Katorga en Sibérie.
De 1827 à 1839, il vit au camp de Katorga près de l'Ostrog de Tchita. Il y reste après l'amnistie en 1856. Il enseigne et publie. Dans des essais, il dénonce les abus des autorités locales en Transbaïkalie. Ses écrits sont jugés si dangereux que le gouverneur général Nikolaï Mouraviov-Amourski recommande de le renvoyer en Russie européenne, ce qui est unique dans l'histoire russe et accompli en 1863. Il s'installe alors à Moscou et publie des essais avec ses mémoires dans La Gazette de Moscou, Le Messager russe, Rousskaïa Starina, dans l'Istorichesky Westnik et d'autres journaux et magazines. Dans ses Notes d'un décembriste (Munich 1904, Saint-Pétersbourg 1906), il décrit la vie des décembristes en Sibérie. Il est également connu comme ethnographe et écrivain de poésie anti-gouvernementale et est l'auteur d'une carte très exacte de la Tansbaïkalie.
Il est enterré dans le cimetière du monastère Danilov de Moscou. Sa tombe a été victime de la liquidation du cimetière dans les années 1930.
Son frère cadet est l'écrivain et ethnographe Ippolit Irinarkhovitch Zavalichine (ru). Son cousin est le poète Fiodor Tiouttchev et son petit-fils l'astrophysicien Dmitri Eropkine.
En 2012, le Musée des décembristes d'Irkoutsk a organisé une exposition nommée Les secrets américains du cercueil du décembriste DI Zavalichine. Le cercueil est un don de Eropkine.